# Giovanni Cini (scultore)
Giovanni Cini (Siena, XVI secolo – Cracovia Vilna, 1565) è stato uno scultore italiano, attivo soprattutto in Polonia.

## Biografia
Giovanni Cini lavorò in Polonia, dove fu convocato e adottato da Francesco Lori, architetto del re Sigismondo I.
Cini rientrò nella sua patria solamente in due occasioni per brevi soggiorni (1529-1531) e (1562-1564).
La sua opera più nota, portata a termine assieme alla collaborazione di altri artisti, fu la decorazione della cappella di re Sigismondo situata sulla collina di Wawel a Cracovia (1521).
L'opera è formata da statue di santi, medaglioni e busti.
Fu attivo con Nicola Castiglione e con Filippo da Fiesole, in un'impresa di architetti-lapicidi, ma oltre a questo lavoro si distinse per le collaborazioni con Gualtiero Padovano a Vilna,dove diresse una bottega di architettura e scultura. Qui ricostruì la cattedrale, ampliò il castello inferiore e la costruzione della chiesa delle Santissime Anna e Barbara (1547-1554), destinata a mausoleo delle due mogli di Sigismondo Augusto.
Tra le sue numerose opere si ricordano i monumenti sepolcrali e gli altari al Wawel, nelle chiese di Santa Maria (1520) e dei Francescani a Cracovia, nelle cattedrali di Poznań e di Varsavia.
Realizzò anche il baldacchino della tomba di Ladislao al Wawel, il ciborio nella cattedrale di Poznań e diversi  lavori decorativi per famiglie nobili, collaborando alla esecuzione e alla decorazione della residenza estiva dello storico Justus Decius a Wola Justowska presso Cracovia.
Eseguì anche ritratti lignei di Sigismondo I e di sua moglie Bona, candelabri e reliquari in argento e oro per la cattedrale di Cracovia.
Esportò in Polonia lo stile senese e il gusto per gli squisiti intagli ornamentali ricchi di fantasia talvolta grottesca e a sua volta ricevette l'influenza artistica locale.
Assieme al Padovano è ritenuto il più significativo scultore del Rinascimento polacco.
Dalla moglie Maddalena, polacca, ebbe i figli Severino e Catherina; il marito di quest'ultima, di nome Giano, lavorò come musicista alla corte reale.

## Opere
- Decorazione della cappella di re Sigismondo, collina di Wawel a Cracovia (1521);
- Cattedrale di Vilna (1547-1554);
- Castello inferiore di Vilna (1547-1554);
- Chiesa delle Santissime Anna e Barbara (1547-1554);
- Monumenti sepolcrali e altari al Wawel;
- Monumenti sepolcrali e altare nella chiesa di Santa Maria (1520) a Cracovia;
- Monumenti sepolcrali e altare nella chiesa dei Francescani a Cracovia;
- Monumenti sepolcrali e altare nelle cattedrale di Poznań;
- Monumenti sepolcrali e altare nelle cattedrale di Varsavia;
- Residenza estiva dello storico Justus Decius a Wola Justowska presso Cracovia.